# Сераделла сжатая

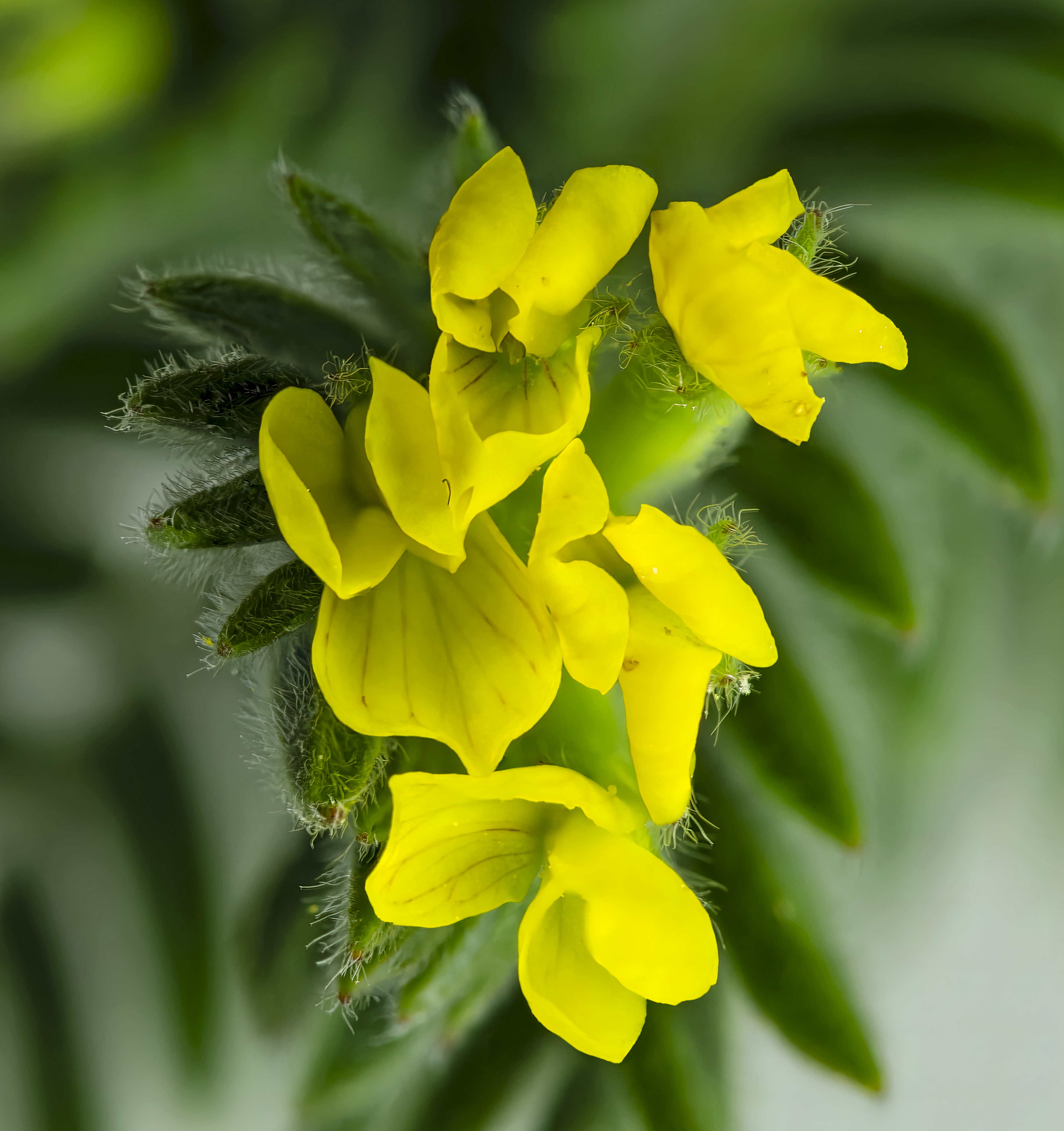

Сераде́лла сжа́тая (лат. Ornīthopus comprēssus) — вид травянистых растений подсемейства Мотыльковые (Faboideae) в составе семейства Бобовые.

## Ботаническое описание
Однолетнее травянистое, глубоко укореняющееся, мягкое на ощупь растение. Стебель круглый, тонкий и пушистый, бледно-зелёный, как правило, от 10 до 75 см.
Острые опушённые листья длиной до 12 см. Листья непарноперистые, как правило, состоят из пяти — восьми (до 18) пар листочков. Листочки продолговатые, от 2 до 8, реже до 18 мм длины и шириной от 1,5 до 4, реже до 6 мм.
Соцветия с одним — двумя (редко тремя) цветками. Цветки крошечные, содержат пять лепестков жёлтого цвета.
Плоды изогнутые, плоские. Земляного или желтовато-красноватого цвета семена яйцевидные, длиной 2,4—3 мм. Цветение и плодоношение с марта по май (июнь).

## Распространение и среда обитания
Вид распространён в Северной Африке (Алжир, северное Марокко, Тунис), в Западной Азии (Кипр, Иран, Израиль, Ливан, западная Турция), в Южной Европе (Албания, Болгария, страны бывшей Югославии, Греция (включая Крит), Италия (включая Сардинию и Сицилию), Франция (включая Корсику), Португалия (включая Мадейру), Гибралтар, Испания (включая Балеарские и Канарские острова)), и на Кавказе (Грузия). 
Растёт на песчаных почвах, в канавах, лугах и необрабатываемых полях на высоте до 900 м над уровнем моря.